# Louise Geneviève de La Hye
Louise Geneviève de La Hye, née Louise Geneviève Rousseau le 7 mars 1807 à Charenton-le-Pont et morte le 18 novembre 1838 à Paris, est une compositrice et pédagogue française. Elle utilisait parfois le pseudonyme M. Léon Saint-Amans fils.

## Biographie
Louise Geneviève Rousseau est née à Charenton-le-Pont, le 7 mars 1807. Fille de Marie-Anne Noblot et du musicien Charles-Louis Rousseau, elle est la petite-nièce du philosophe Jean-Jacques Rousseau. Elle étudie le piano avec son père et avec Louis Joseph Saint-Amans, et entre en 1821 à l'École royale de musique et de déclamation.
En 1830, elle commence à enseigner à l'École royale de musique et de déclamation. Selon Fétis, Luigi Cherubini lui aurait confié une classe d'harmonie ; cependant, après son mariage avec le marquis Chaumont de la Hye et son déménagement à Cambrai, elle cesse d'enseigner. Elle donne naissance à deux enfants et revient à Paris en 1834 où elle reprend son enseignement et compose. Elle donne aussi des concerts d'orgue, par exemple à Valenciennes en septembre 1835.
D'une santé fragile, elle meurt à Paris à l'âge de 31 ans, le 18 novembre 1838.

## Œuvres
- Le Songe de la religieuse[2]
- Six mélodies italiennes[8]
- Fantaisie pour orgue et orchestre, 1831[9]

Sa Méthode d’orgue expressif a été publiée après sa mort, en 1839.

### Romances
- Le Corsaire rouge !, paroles de M. de la Hye[11]
- Chant du crépuscule, paroles de Victor Hugo, dans La Gazette des salons, 1835[12]
- Élégie dramatique, dans La Gazette des salons, 1er janvier 1836[13]
- Je suis maudit !, ballade dédiée à M. Nourrit, paroles de Félix Servan, 1836[14]
- Je l'ai tué ![15], paroles de M. de la Hye, dans La Gazette des salons, 25 décembre 1836[16]
- Ne me plains pas, paroles de Marceline Desbordes-Valmore, dans La Gazette des salons, 74e livraison, 1836[17]

### Nouvelles
- J'ai vu, La Gazette des salons, 1835, p. 389-393[18], 403-407[19]
- Deux justices, La Gazette des salons, juin 1836, p. 401-409[13]

## Sources
- Oxford Index Le Hye, Louise-Geneviève de (1810 - 1838), pianist, organist, composer
- Grove Music Online Le Hye [née Rousseau, Louise-Geneviève de]